# Professor Kalkyl

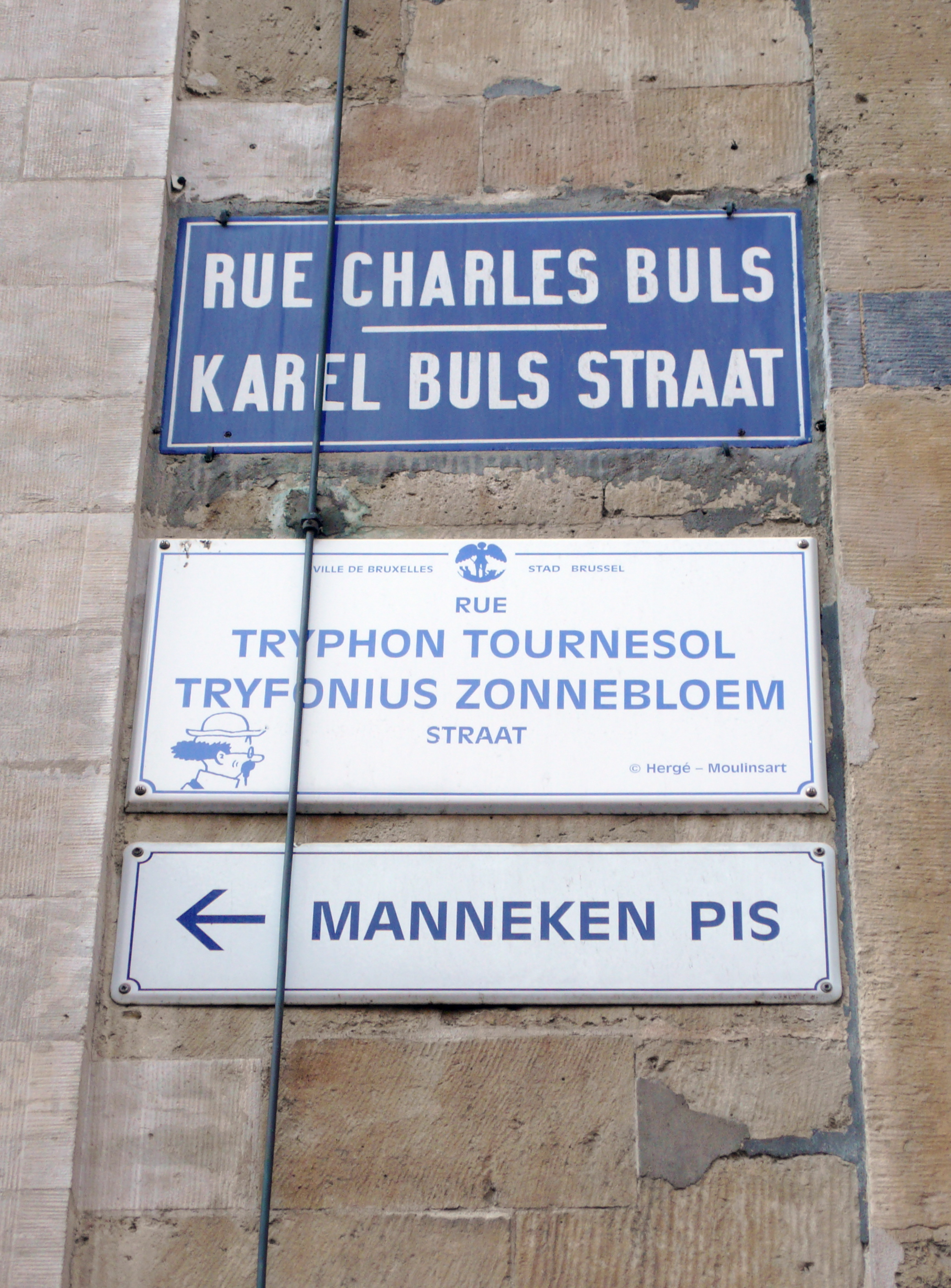
Professor Kalkyl på en gatuskylt i mitten. Bilden är från Bryssel.

Professor Karl Kalkyl (franska: Professeur Tryphon Tournesol) är en lomhörd och tankspridd professor i Hergés tecknade serie Tintin.

## Historik och kronologi
En sorts prototyp till professor Kalkyl, Filemon Syklon dök upp redan i Faraos cigarrer, en annan snarlik professor syntes i Det sönderslagna örat, men den "riktiga" professor Kalkyl gjorde sin entré i Rackham den rödes skatt där han konstruerar en mini-ubåt formad som en haj. Han är även en av huvudpersonerna i album som Månen tur och retur och Det hemliga vapnet.

## Uppfinnaren Kalkyl
Kalkyl är i början av sin karriär i Tintinalbumen en mer eller mindre galen uppfinnare. Läsaren skrattar åt honom och åt hans maskiner och ingen kan väl ana att bakom denna lustiga yta döljer sig en mycket hängiven forskare och vetenskapsman. Utöver den ovan nämnda miniubåten har Kalkyl uppfunnit och konstruerat en mängd maskiner och andra tekniska artefakter, bland annat en klädborstningsmaskin, väggsäng, en rymdraket som inte fäller raketsteg under uppstigningen utan förblir intakt, och en märklig ultraljudskanon som kan krossa bräckliga material på avstånd. Dessutom har han humanistiska intressen (De sju kristallkulorna) och ägnar sig åt växtförädling (Castafiores juveler).

### Uppfinningar
Professor Kalkyls mest kända uppfinningar i urval.
- Motoriserade rullskridskor (Koks i lasten).
- Väggsäng (Rackham den rödes skatt).
- Klädborstningsmaskin (Rackham den rödes skatt).
- Ultraljudsgenerator (Det hemliga vapnet).
- Medkonstruktör till bland annat månraketer, månbandvagn, rymddräkter (Månen tur och retur).
- Miniubåt (Rackham den rödes skatt).
- Färg-TV (Castafiores juveler).
- Antabusliknande läkemedel (Tintin hos gerillan).
- Ett neutraliserande medel mot N.14 (Det svarta guldet).
- Läkemedel mot Dupondtarnas "skäggsjuka", som uppstod av att de i misstag åt av ämnet N-14 (Det svarta guldet, tabletterna nämns även i Månen tur och retur (del 2)).

Inom botaniken
- Korsning, hybrid av ros (Castafiores juveler)

Inom mineralogin
- Upptäckare av utomjordisk mineral, "kalkylit" (Plan 714 till Sydney).

## Personen Kalkyl
Kalkyl är i grunden en stillsam och tystlåten herre som dock någon enstaka gång kan låta sig upphetsas av vetenskapliga upptäckter eller när han blir förolämpad av Kapten Haddock. Han är extremt lomhörd men saknar totalt insikt om sitt handikapp och gissar sig ofta till vad folk säger. Till följd av detta uppstår många komiska missförstånd i serien. Dock begagnar han sig i vissa sammanhang av en hörlur eller en elektrisk hörapparat, till exempel i Månen tur och retur. Han är även, helt i linje med populärkulturens professorsbild, tämligen tankspridd, vilket i kombination med en tendens att ha oturen på sin sida ofta resulterar i att han hamnar i märkliga situationer.
En intressant kontrast i Kalkyls personlighet är att han trots sitt strikt vetenskapliga synsätt på tillvaron använder sig av en pendel som enligt vagt ockulta principer skall hjälpa honom att hitta praktiskt taget vad som helst.
Ingen vetenskaplig upptäckt är för stor eller för liten för Kalkyl. I de olika äventyren blandas rena dårskaper med geniala lösningar. Kalkyl tillverkar klädborstningsmaskiner och motoriserade rullskridskor lika glatt som förstörelsevapen, som kan utplåna hela städer. Han gör det med en vetenskapsmans hängivenhet och intresse, men glömmer helt bort etiska och moraliska hänsyn i processen. Han framställs i grunden som oskyldig som ett barn, men skapar med sin vetenskap livsfarligheter och internationella konflikter. Han utsätter sig själv och andra för livsfara och stör maktbalansen i världen. Goda och ondskefulla krafter gör allt för att få tag i hans uppfinningar. En enda gång ser man Karl Kalkyl som bilförare, detta i Månen tur och retur (del 1). 
Under ett vredesutbrott, utlöst av att Haddock anklagat honom för att "spela apa", tvingar han Tintin, Milou och Haddock (den senare i rymddräkt) att följa med i en vansinnesfärd från laboratoriet ut till raketens startplatta. Denna minst sagt vådliga bilfärd företas i en blå Willysjeep.

## Övrigt

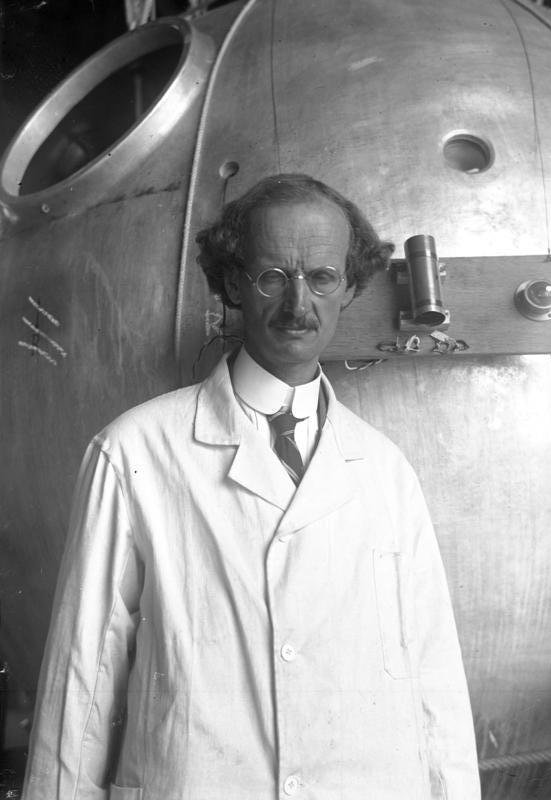
Auguste Piccard, som skall utgöra förebilden till Kalkyl.

Kalkyl sägs vara inspirerad av professor Auguste Piccard som uppfann batyskafen.
När Kalkyl är i Genève bor han vanligtvis på Hotell Cornavin.
Kalkyl heter på franska Tournesol ("solros"), en betydelse som även återkommer i hans portugisiska, spanska, katalanska och nederländska namn. På engelska heter han däremot Calculus ("matematisk analys"), och på tyska Bienlein ("litet bi").